# Cerkiew św. Aleksandra Newskiego w Rydze
Cerkiew św. Aleksandra Newskiego – prawosławna cerkiew parafialna w Rydze, w dekanacie ryskim eparchii ryskiej Łotewskiego Kościoła Prawosławnego. Położona jest przy ulicy Wolności (Brīvības iela) 56.

## Historia
W XVIII w. w pobliżu współczesnej cerkwi św. Aleksandra Newskiego znajdowała się cerkiew Ikony Matki Bożej „Życiodajne Źródło”, którą spaliły w 1812 wojska napoleońskie. Członkowie istniejącej przy niej parafii natychmiast po wycofaniu się armii francuskiej z Rygi rozpoczęli zbiórkę pieniędzy na budowę nowej świątyni. Po ostatecznym zwycięstwie Rosji nad Napoleonem postanowili uczynić jej patronem św. Aleksandra Newskiego, który był również patronem wojska rosyjskiego. W 1820 położony został kamień węgielny pod budowę świątyni, którą poświęcono po pięciu latach, 31 października 1825. W 1845 do świątyni dobudowano boczny ołtarz pod wezwaniem Świętego Spotkania. W 1863 w bezpośrednim sąsiedztwie cerkwi zbudowano dzwonnicę.
W dniu jubileuszu 180 lat nieprzerwanego działania cerkwi św. Aleksandra Newskiego została do niej wstawiona kopia Poczajowskiej Ikony Matki Bożej oraz ikona z cząstką relikwii świętego nowomęczennika, metropolity ryskiego i całej Łotwy Jana, którą przekazał zwierzchnik autonomicznego Łotewskiego Kościoła Prawosławnego metropolita Aleksander (Kudriaszow).

## Architektura

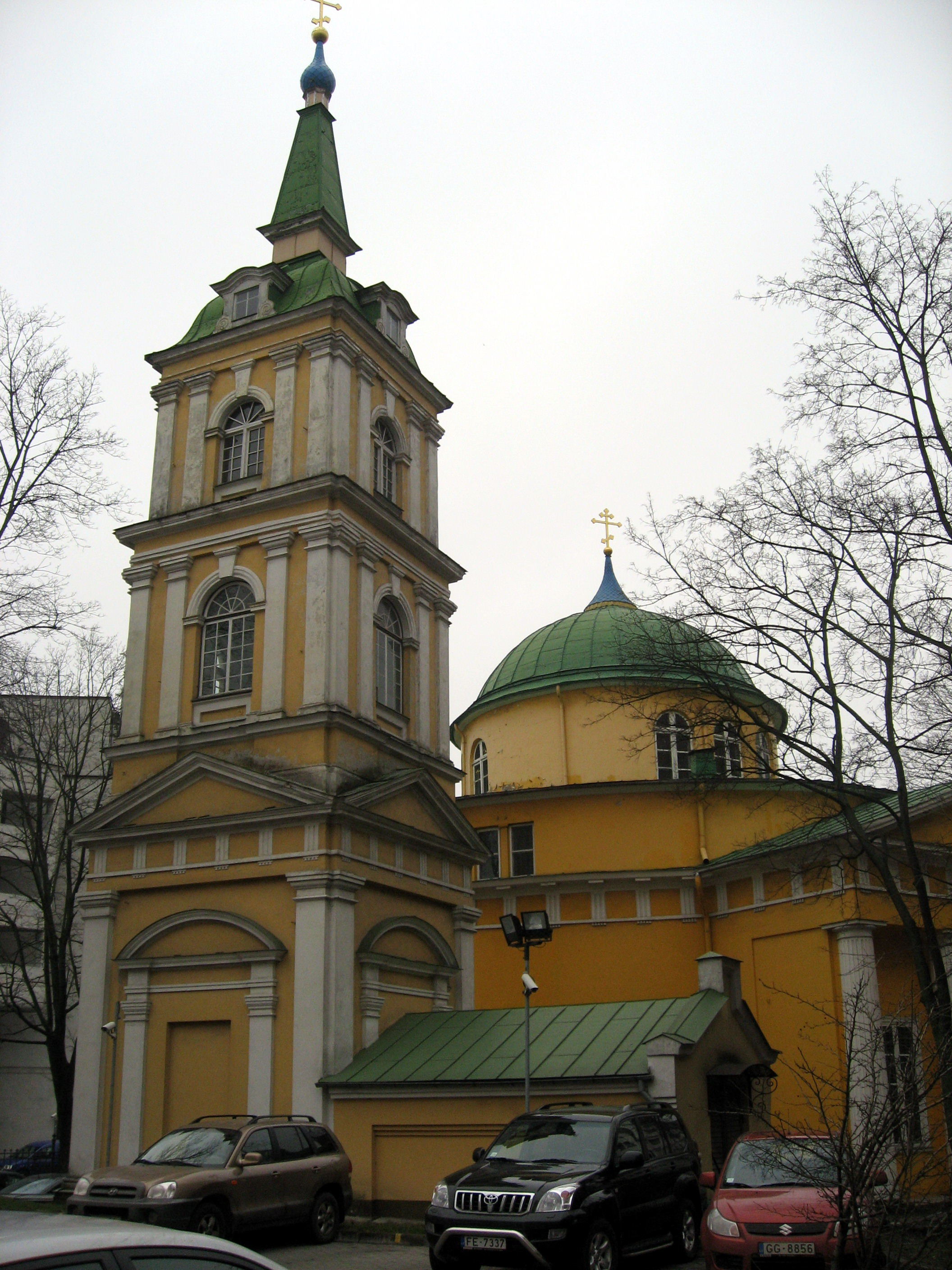
Dzwonnica

Cerkiew św. Aleksandra Newskiego w Rydze została wzniesiona w stylu klasycystycznym. Wejście do niej prowadzi przez wysunięty przedsionek z tympanonem i rzędem pilastrów. Ponad drzwiami znajduje się ikona. Główna nawa cerkwi ma formę rotundy z jedną kaplicą boczną Świętego Spotkania. Okna w nawie są prostokątne, poza trzema półkolistymi oknami poniżej dachu nawy, zwieńczonej złoconym krzyżem na błękitnej podstawie. Dzwonnica jest konstrukcją wolno stojącą, położoną za prezbiterium świątyni. Znajduje się na niej kilka dzwonów, z których największy waży dwie tony.